# Michael Gagarin
Michael Gagarin (* 4. Januar 1942) ist ein US-amerikanischer Altphilologe (Gräzist), Rechtshistoriker und Philosophiehistoriker.
Gagarin ist James R. Dougherty, Jr. Centennial Professor Emeritus im Department of Classics der University of Texas at Austin. Zum Ph.D. wurde er 1968 an der Yale University promoviert. 2002 war er Präsident der American Philological Association (nunmehr seit 2014 Society for Classical Studies).
Er arbeitet zum antiken griechischen Recht, zur antiken griechischen Literatur (insbesondere zu den attischen Rednern) und Philosophie (politische Philosophie und Sophistik, insbesondere zur Identität des Sophisten Antiphon mit dem Redner Antiphon von Rhamnus).
Für Antiphon the Athenian wurde ihm The Texas Institute of Letters’ Friends of the Dallas Public Library Award for the Book Making the Most Significant Contribution to Knowledge in 2002 zugesprochen.

## Schriften (Auswahl)
Textausgaben und Übersetzungen
- (Hrsg. und Komm.): Antiphon: The Speeches (Cambridge Greek and Latin Classics). Cambridge University Press, Cambridge 1997 (griechischer Text und ausführlicher englischer Kommentar).
- (Übers. mit Douglas M. MacDowell): Andokides and Antiphon. 1998. ISBN 978-0-292-72809-7 (The Oratory of Classical Greece, Band 1)

Monographien
- Democratic Law in Classical Athens. Austin, 2020.
- (mit Paula Perlman): The Laws of Ancient Crete, c. 650–400 BCE. Oxford 2016.
- Writing Greek Law. Cambridge University Press, 2008; griechische Übersetzung: Kardamitsa, Athen 2011.
- Sers and Slaves at Gortyn. Wien, 2010.
- Antiphon the Athenian. Oratory, Law and Justice in the Age of the Sophists. University of Texas Press, 2002.
- The Murder of Herodes. A Study of Antiphon 5 (Studien zur klassischen Philologie, 45) Frankfurt 1989.
- Early Greek Law. University of California Press, Berkeley and Los Angeles 1986; Paperback 1989.
- Drakon and Early Athenian Homicide Law. Yale University Press 1981.
- Aeschylean Drama. University of California Press 1976.

Herausgeberschaften
- (Hrsg.): The Oratory of Classical Greece. 15 Bände. University of Texas Press, 1998–2017. (Eine Reihe von Übersetzungen klassischer griechischer Redner)
- (Hrsg. mit Adriaan Lanni): Symposion 2013. Akten der Gesellschaft für griechische und hellenistische Rechtsgeschichte, Band 24. Wien 2014.
- (Hrsg.): Speeches from Athenian Law. Austin 2011.
- (Hrsg.): The Oxford Encyclopedia of Ancient Greece and Rome. 7 Bände. Oxford University Press, Oxford 2010.
- (Hrsg. mit David Cohen): The Cambridge Companion to Ancient Greek Law. Cambridge University Press, Cambridge 2005.
- (Hrsg. mit Bob Wallace): Symposion 2001. Akten der Gesellschaft für griechische und hellenistische Rechtsgeschichte, Band 16. Wien 2005.
- (Hrsg. mit Paul Woodruff): Early Greek Political Thought from Homer to the Sophists. Cambridge University Press, Cambridge 1995. Nachdruck, Beijing 2003.
- (Hrsg.): Symposion 1990. Akten der Gesellschaft für griechische und hellenistische Rechtsgeschichte, Band 8. Köln 1992.